# Condado de Anderson (Carolina del Sur)
El condado de Anderson (en inglés: Anderson County, South Carolina), fundado en 1682, es uno de los 46 condados del estado estadounidense de Carolina del Sur. En el año 2000 tenía una población de 173 550 habitantes con una densidad poblacional de 89 personas por km². La sede del condado es Anderson.

## Geografía
Según la Oficina del Censo, el condado tiene un área total de 1961 km² (757,1 mi²), de la cual 1860 km² (718,1 mi²) es tierra y 101 km² (39,0 mi²) es agua.

### Condados adyacentes
- Condado de Pickens norte
- Condado de Greenville noreste
- Condado de Laurens este
- Condado de Abbeville sur
- Condado de Elbert suroeste
- Condado de Hart oeste
- Condado de Oconne noroeste

## Demografía
En el 2000 la renta per cápita promedia del condado era de $36 807, y el ingreso promedio para una familia era de $44 229. El ingreso per cápita para el condado era de $18 365. En 2000 los hombres tenían un ingreso per cápita de $32 316 contra $23 834 para las mujeres. Alrededor del 12.0% de la población estaba bajo el umbral de pobreza nacional.

## Lugares

### Ciudades y pueblos
- Anderson
- Belton
- Clemson
- Easley
- Honea Path
- Iva
- Pelzer
- Pendleton
- Starr
- West Pelzer
- Williamston

### Comunidades no incorporadas
- Centerville
- Homeland Park
- La France
- Northlake
- Piedmont
- Powderville
- Sandy Springs
- Townville